# الدوري التونسي لكرة اليد 2017–18
الدوري التونسي لكرة اليد 2017-2018 هو الدورة 63 من الدوري التونسي لكرة اليد للرجال. شارك فيها 12 فريقا.

فاز بهذا الموسم النجم الرياضي الساحلي، وجاء ثانيا الترجي الرياضي التونسي.

## روابط خارجية
- الموقع الرسمي للجامعة التونسية لكرة اليد.